# Sisyrinchium strictum
Sisyrinchium strictum är en irisväxtart som beskrevs av Eugene Pintard Bicknell. Sisyrinchium strictum ingår i släktet gräsliljor, och familjen irisväxter. Inga underarter finns listade i Catalogue of Life.